# یواس‌اس ال‌اس‌تی-۸۴۳
یواس‌اس ال‌اس‌تی-۸۴۳ (به انگلیسی: USS LST-843) یک کشتی بود که طول آن ۳۲۸ فوت (۱۰۰ متر) بود. این کشتی در سال ۱۹۴۴ ساخته شد.